# Teleférico Monte Tsukuba
El Teleférico Monte Tsukuba -Tsukubasan Ropeway- (筑波山ロープウェイ Tsukubasan Rōpuwei?), es un teleférico  japonés de elevación aérea en el Monte Tsukuba de la ciudad de Tsukuba en la Prefectura de Ibaraki.

## Características
El teleférico es operado por Tsukuba Kankō Railway (筑波観光鉄道 Tsukuba Kankō Tetsudō?), que también opera un funicular, hoteles y restaurantes; la empresa pertenece a Keisei Group.
La longitud de la red del teleférico es de 1,296 km, con una diferencia de altura de 298 m, entre sus dos estaciones. El teleférico posee 2 torres de acero intermedias en su recorrido. La distancia se recorre en 6 minutos.

## Estaciones
| N.º | Estación      | Nombre japonés | Distancia (km) | Diferencia altura (m) |
| --- | ------------- | -------------- | -------------- | --------------------- |
| 01  | Tsutsujigaoka | つつじヶ丘駅   | 0              | 0                     |
| 02  | Nyotaisan     | 女体山駅       | 1,296          | 298                   |

## Ubicación Estación Tsutsujigaoka
Dirección: 〒300-4352, Tsutsujigaoka Station, Tsukuba, Ibaraki.
Planos y vistas satelitales: 36°13′11.0″N 140°07′09.3″E / 36.219722, 140.119250